# Jacques Imbrailo
 Jacques Imbrailo (1979, Orange, Sudáfrica) es un barítono lírico sudafricano.

## Vida
Creció en una granja en Sudáfrica y a temprana edad participó en coros como niño soprano. Estudió en la Potchefstroom University y se graduó como abogado en 2002.
Fue miembro del programa para jóvenes cantantes del ROH entre 2006-2008. Ganó el premio del público en el certamen de la BBC Singer of the World en Cardiff del 2007. Su consagración llegó en 2010 con el rol protagónico de Billy Budd de Britten en el Festival de Glyndebourne.
Estudió con Werner Nel, en la Royal Academy of Music con Ryland Davies, tomó clases con Helmut Deutsch, Thomas Hampson, Sir Thomas Allen, Gerald Finley y Christa Ludwig y fue finalista en la Royal Overseas League Competition y la Kathleen Ferrier Competition.
Ha cantado Owen Wingrave de Benjamin Britten en el Covent Garden de Londres, Schaunard en La bohème, Guglielmo en Cosí fan tutte, Malatesta en Don Pasquale, el Conde Almaviva en Las bodas de Fígaro y en recitales y oratorios en Verbier, Wigmore Hall, Lille, Gales, etc. War Requiem, Billy Rudd y Peter Grimes son algunas de las interpretaciones que ha realizado en el Teatro Real.
Ha grabado un recital de canciones de Ned Rorem. Es uno de los fundadores del Prince Consort.

## Discografía
- Britten, Billy Budd, Glyndebourne Festival, Mark Elder, Grandage, Ainsley.